# Grijpstra en De Gier (boekenreeks)
Grijpstra en De Gier is een reeks detectiveromans, geschreven door Janwillem van de Wetering.
De hoofdpersonen zijn de rechercheurs Grijpstra en De Gier. Grijpstra is huisvader, terwijl De Gier juist een vrijgezellenleven leidt. Stiekem zijn de twee rechercheurs jaloers op elkaars leven. De Gier zou graag een relatie willen, terwijl Grijpstra graag weer vrijgezel zou zijn.
Twee delen uit de reeks zijn verfilmd: het eerste deel als Grijpstra en De Gier (1979), met Rijk de Gooyer en Rutger Hauer in de titelrollen, en het tiende deel als De ratelrat (1987), eveneens met De Gooyer als Grijpstra maar met Peter Faber als De Gier. Vanaf 2004 zond RTL 4 de televisieserie Grijpstra & De Gier uit, met Jack Wouterse als Grijpstra, en Roef Ragas (seizoenen 1–3) en Waldemar Torenstra (seizoen 4) als De Gier.

## Boekenreeks
- 1975 – Het lijk in de Haarlemmer Houttuinen
- 1976 – Buitelkruid
- 1976 – De Gelaarsde Kater
- 1977 – De dood van een marktkoopman
- 1977 – Een dode uit het Oosten
- 1978 – De blonde baviaan
- 1979 – Het Werkbezoek
- 1983 – Moord zonder lijk, lijk zonder moord[1]
- 1982 – De straatvogel
- 1984 – De ratelrat
- 1985 – De zaak IJsbreker
- 1993 – Drijflijk
- 1994 – Een toevalstreffer
- 1996 – Een ventje van veertig
- 1996 – Tango in Amsterdam en andere verhalen